# Zbizuby
Zbizuby (en allemand : Sbisub) est une commune du district de Kutná Hora, dans la région de Bohême-Centrale, en République tchèque. Sa population s'élevait à 468 habitants en 2020.

## Géographie
Zbizuby se trouve à 7 km au sud-sud-ouest d' Uhlířské Janovice, à 22,5 km au sud-est de Kutná Hora et à 52 km au sud-est de Prague.
La commune est limitée par Rataje nad Sázavou et Uhlířské Janovice au nord, par Petrovice II à l'est, par Kácov et Tichonice au sud, et par Soběšín et Podveky à l'ouest.

## Histoire
La première mention écrite de la localité date de 1295.

## Administration
La commune se compose de huit quartiers :
- Zbizuby
- Hroznice
- Koblasko
- Makolusky
- Nechyba
- Vestec
- Vlková
- Vranice

## Transports
Par la route, Zbizuby se trouve à 8 km d' Uhlířské Janovice, à 28 km de Kutná Hora et à 66 km de Prague.